# Шарашкин, Николай Финогенович
Никола́й Финоге́нович Шара́шкин (около 1856, Рязанская губерния — 18 (30) июля 1877, Новая Деревня) — русский революционер-народник, член организации «Общество друзей», сдавший её жандармскому управлению.

## Биография
Родился около 1856 года в крестьянской семье Рязанской губернии. Около 1870 года переехал в Санкт-Петербург и устроился рабочим в мастерскую Петербурго-Варшавской железной дороги. В конце 1876 — начале 1877 года вступил в революционный кружок «Общество друзей». 11 (23) февраля 1877 года явился в III отделение и сообщил, что является членом тайного «Общества друзей» и в качестве доказательства предъявил три изданных обществом брошюры «запрещённого содержания». Шарашкин также заявил, что раскаивается в своей деятельности, готов сотрудничать с властями и передал имена известных ему членов общества. В последующие месяцы тайно сотрудничал III отделением. В середине лета того же года был убит в Новой Деревне под Петербургом членами «дезорганизаторской группы» «Земли и воли» Андреем Пресняковым и Николаем Тютчевым. Тело было обнаружено 18 (30) июля 1877 года.